# Chris Cash
Christopher J. Bauman Jr. (Orlando, 13 de julho de 1982 — Glassboro, 18 de agosto de 2005) foi um lutador profissional americano, mais conhecido por Chri$ Ca$h. Bauman lutou em muitas circuitos independentes, mas é conhecido por suas lutas no Combat Zone Wrestling.
Bauman morreu em um acidente de moto perto de sua casa em Nova Jersey às 21h15 de 18 de agosto de 2005, aos 23 anos de idade. Enquanto sendo perseguido pela polícia, uma mulher idosa de 68 anos, dirigindo um Ford Taurus, entrou na estrada não percebendo que ele estavam fugindo. A moto atingiu o carro do lado do motorista, e tanto Bauman e seu primo, que pilotava a moto, foram mortos no local. A motorista do carro foi socorrida mas morreu mais tarde no caminho para o hospital. Os pais de Chris, Collene e Christopher Bauman, mais tarde processaram a mulher e a cidade de Glassboro.

## Carreira
Bauman iniciou sua carreira no Combat Zone Wrestling (CZW) em 2001, depois de ser treinado por Jon Dahmer. Ele fez sua estréia, como "Chri$ Ca$h", em 8 de setembro de 2001, em uma disputa com GQ e Ian Knoxx, onde Ian Knoxx ganhou. Novamente em 22 de setembro, os três lutadores foram envolvidos em uma revanche, que Ca$h ganhou.
Sua terceira disputa no Out With Old In With The New em março de 2002 foi para um concurso, e depois, nem Ca$h nem GQ apareceram na CZW por mais de quatro meses. Posteriormente retornaram ao Deja Vu no dia 13 de julho, como uma equipe, derrotando as equipes de VD, Ian Knoxx e AJ Styles, e Hurricane Kid e Towel Boy. Eles continuaram com teamings ao longo dos próximos meses, enfrentando equipes incluindo Sonjay Dutt e Derek Frazier, The Backseat Boyz, e o Softcore Connection. No dia 28 de setembro de 2002 no Sanctioned in Blood, Ca$h derrotou Ruckus e Sonjay Dutt. No final de 2002, Ca$h ganhou o prêmio CZW.
Em 2003, Ca$h começou a lutar para o CZW World Junior Heavyweight Championship. Em 10 de maio, Ca$h desafiou Ruckus para o Campeonato Júnior de Heavyweight. No dia 4 de outubro no Pain in the Rain 2, Ca$h tentou ajudar Nick Gage, que estava sendo atacado por Nate Hatred e Trent Acid, mas acabou sendo bombardeado pelas cordas. Ca$h voltou para a Cage of Death V em dezembro, para enfrentar Joker, onde ele perdeu.